# Bernhardinerinnenkloster (Vilnius)

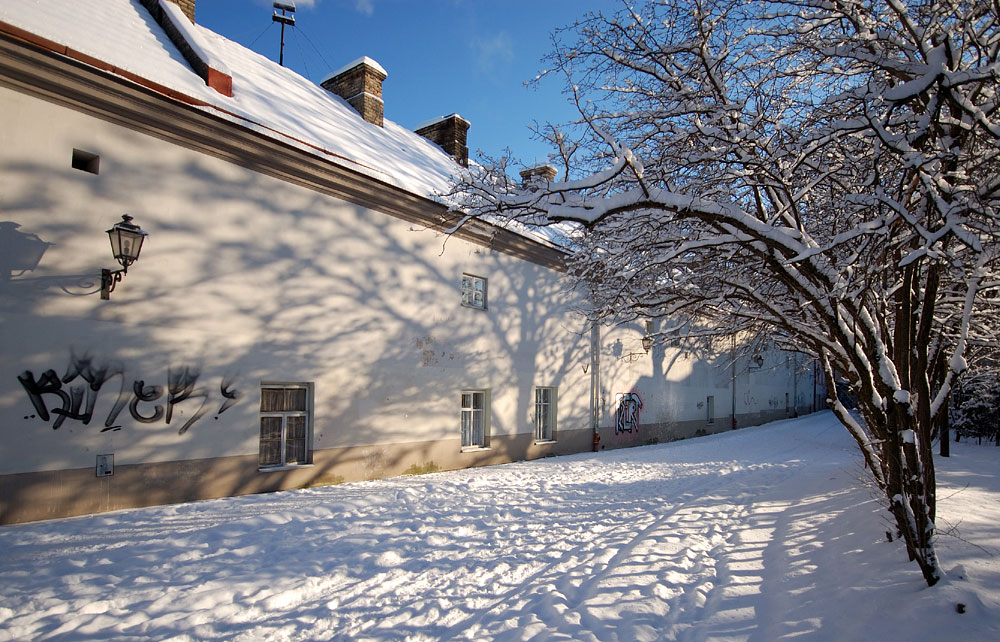
Kloster

Das Bernhardinerkloster ist ein Kloster der Bernhardiner im Vilniuser Stadtteil Užupis. Es wurde 1495 gegründet. Die heute bestehenden Gebäude stammen aus dem Jahre 1795. 1864 wurde es geschlossen und die Nonnen wurden zum Kloster St. Michael übergesiedelt.
Bis 1867 war das Kloster mit der Bernhardiner-Kirche durch eine Galerie verbunden, die über den Fluss Vilnia führte und während der Flut 1845 schwer beschädigt wurde.